# 伊达·法吉亚
伊达·法吉亚（1969年7月17日—），印度尼西亚政治人物，民族觉醒党黨員，自2019年10月起擔任劳工部長。

## 生平
1969年7月17日出生于東爪哇省惹班市，父親曾任惹班縣議員，母親為家庭主婦。初中畢業後入讀伊斯蘭高中，後於泗水蘇南·安佩爾國立伊斯蘭教學院（今泗水蘇南·安佩爾國立伊斯蘭大學）完成學士課程，在1993年畢業。大專畢業後曾於絨網、泗水擔任中學教師。高中時開始參與伊斯兰教士联合会（伊聯）的活動，歷任伊聯女學生會惹班縣主席、東爪哇省主席。
1999年在東爪哇省第八選區當選人民代表會議（國會）議員，代表絨網、惹班、茉莉芬、岸朱等縣市，並於2004年、2009年和2014年成功連任。擔任議員期間，曾擔任立法局副主席、第二委員會副主席（內政、地方自治及國防事務，2009年－2012年）、第八委員會主席（宗教、婦女及社會事務，2012年－2014年）等職務。2018年辭職參加中爪哇省省長選舉，擔任大印尼運動黨黨員、前能源与矿产资源部长苏迪尔曼·赛义德的競選搭檔，但被原任省長甘查爾·普拉諾沃及其副手擊敗。2019年10月23日起加入內閣，擔任劳工部长。2020年7月獲内政管理学院頒授博士學位。
已婚，育有兩子。